# 6950 Simonek
6950 Simonek è un asteroide della fascia principale. Scoperto nel 1982, presenta un'orbita caratterizzata da un semiasse maggiore pari a 2,5913584 UA e da un'eccentricità di 0,0965051, inclinata di 14,20992° rispetto all'eclittica.